# Anthrax matilei
Anthrax matilei är en tvåvingeart som beskrevs av Neal L. Evenhuis 1991. Anthrax matilei ingår i släktet Anthrax och familjen svävflugor.
Artens utbredningsområde är Nya Kaledonien. Inga underarter finns listade i Catalogue of Life.